# Долци
Долци су насељено мјесто у Славонији. Припадају граду Ораховици, у Вировитичко-подравској жупанији, Република Хрватска.

## Географија
Долци се налазе око 6 км сјевероисточно од Ораховице.

## Становништво
Према попису становништва из 2011. године, Долци су имали 286 становника.
| Демографија | Демографија | Демографија |
| Година      | Становника  | Становника  |
| ----------- | ----------- | ----------- |
| 1981.       | 386         |             |
| 1991.       | 339         |             |
| 2001.       | 329         |             |
| 2011.       |             | 286         |

## Попис1991.
На попису становништва 1991. године, насељено место Долци је имало 339 становника, следећег националног састава:
| Попис 1991.‍  | Попис 1991.‍  | Попис 1991.‍ | Попис 1991.‍ | Попис 1991.‍ |
| ------------ | ------------ | ----------- | ----------- | ----------- |
|              |              |             |             |             |
| Хрвати       | Хрвати       |             | 319         | 94,10%      |
| Срби         | Срби         |             | 10          | 2,94%       |
| Словаци      | Словаци      |             | 3           | 0,88%       |
| Словенци     | Словенци     |             | 2           | 0,58%       |
| неопредељени | неопредељени |             | 2           | 0,58%       |
| непознато    | непознато    |             | 3           | 0,88%       |
| укупно: 339  |              |             |             |             |